# Female Serial Killers: How and Why Women Become Monsters
Female Serial Killers: How and Why Women Become Monsters (Les assassines en sèrie femenines: com i per què les dones es converteixen en monstres) és un llibre que relata la història delictiva real de no ficció de Peter Vronsky, historiador de la justícia criminal. Estudia la història de les assassines en sèrie femenines i els homicidis en sèrie perpetrats per dones i la seva cultura, psicopatologia i investigació des de l'Imperi Romà fins a mitjan 2000.
El llibre descriu casos històrics d'assassinat en sèrie perpetrats per dones des de primers casos registrats a l'antiga Roma fins a l'Europa medieval i renaixentista i la Gran Bretanya victoriana i el seu ascens i escalada als Estats Units i al món en l'era postmoderna. La principal afirmació de Vronsky és que les dones assassines en sèrie, tot i que presenten diferents "signatures" forenses dels seus homòlegs, inevitablement maten per les mateixes raons que ho fan els assassins masculins: per poder i control. Segons Vronsky, la principal diferència entre homes i dones assassins en sèrie és que les dones (tret que es relacionin amb un assassí masculí) tendeixen a no agredir sexualment ni mutilar físicament les seves víctimes.
Vronsky cita estadístiques que indiquen que gairebé un de cada sis (16 per cent) dels assassins en sèrie detinguts als Estats Units des del 1820 era una dona, que actuava sola o com a parella d'un delinqüent masculí o femení. Vronsky argumenta que, contràriament al que es creu, les dones assassines en sèrie prefereixen assassinar els seus íntims o membres de la família, i dades recents indiquen que actualment les dones assassines en sèrie prefereixen marginalment els desconeguts com a víctimes. Històricament als Estats Units, el 53 per cent de les dones assassines en sèrie havien estat assassinades per una dona adulta i un 32% per una dona jove.